# 葦敷重隆
葦敷 重隆（あじき しげたか）は、平安時代末期から鎌倉時代初期にかけての武将・御家人。葦敷重頼の次男。源重隆とも記される。

## 経歴
葦敷氏は尾張国を地盤とした豪族山田氏の一族であり、同国春日井郡安食荘を本拠とした。山田氏一族は治承・寿永の乱でその当初から一門を挙げて反平家勢力に加わっており、重隆は寿永2年（1183年）7月の木曾義仲上洛に際し同族の高田重家や山田重忠らと共に入京、その後は源氏諸将の一人として京中守護の任に就き、翌8月の勧賞で先祖に所縁の官職である佐渡守に任ぜられた。
しかし間もなく義仲と後白河院・源氏諸将の対立が深刻化すると、なかでも重隆は「武士では殊に意趣を結ぶ」と記されるほどであり義仲との折り合いは非常に悪かったことが窺える。11月の法住寺合戦では多田行綱や源光長らと共に院方として戦い、翌12月に義仲の意向で佐渡守を解官される。
義仲滅亡後の平家との戦闘では詳細な動向を伝える史料はないものの、源範頼の軍勢が九州遠征の途上で苦戦していた翌寿永3年（1184年）10月に長門国内に駐在する「源氏葦敷」なる武将が平教盛の軍勢と交戦し敗れたとの記述が『玉葉』にみえていることから、鎌倉方に加わり西国を転戦した可能性が高いと考えられる。
平家滅亡後は御家人の列に加わり美濃国内の地頭などを務めたが、文治6年（1190年）4月、美濃の公領を妨げたとして源頼朝に訴えられ、同年（建久元年）8月に朝廷より常陸国への配流を命じた官符が下される。しかし、これを幕府の陰謀によるものと捉え共に配流の官符を下されていた高田重家や板垣兼信らと同様配所には赴かずにいたところ、11月に美濃の墨俣付近で捕らえられ連行されたとある。その後配所へ移送されたかは不明であるが、建久3年（1192年）6月に頼朝が美濃国内の地頭らに対し大番役の忠勤を命じた書状の中で重隆のみが名指しされているのが確認できる。
重隆ら山田氏の一門は美濃・尾張という京と鎌倉を結ぶ交通の要所に勢力を有した上、伝統的に朝廷との繋がりも深く鎌倉とは距離を置く（あるいは非協力的な）傾向にあったことから頼朝の粛清の対象にされたものと考えられている。